# Akademisk Kor
Akademisk Kor er et kor fra København. Koret betegner sig som et oratoriekor og opfører hvert år to store værker af oratoriestørrelse og desuden altid Händels Messias ved juletid. 

De cirka 70 sangere i Akademisk Kor er alle amatører, som for enkeltes vedkommende har flere årtiers erfaring i koret. Akademisk Kor tilstræber trods sin amatørstatus en semiprofessionel standard og arbejder konstant på at dygtiggøre sig. Koret har været på en række koncertrejser og optager nye sangere med jævne mellemrum.
Akademisk Kor hænger sammen med Akademisk Orkester i en samlet institution. I lighed med koret består Akademisk Orkester af talentfulde amatører.

## Repertoire
Akademisk Kor opfører oratorier, messer og passioner, men også koncerter over bestemte temaer, eksempelvis trosbekendelsen Credo fra den nikæansk-konstantinopolitanske tradition. En række komponister har ladet sig inspirere af teksten, og Akademisk Kor samlede i 2007 disse kompositioner i en koncert. 

Den 2. november 2014 opfører koret en koncert med musik af Morten Lauridsen i København.
Et lille udpluk af korets koncerter de seneste år:
- Bach: H-mol-messe
- Brahms: Ein deutsches Requiem
- Rossini: Petite Messe Solennelle
- Bach: Matthæuspassion
- Mozart: C-mol-messe
- Felix Mendelssohn: 2. symfoni "Lobgesang"

En lang række af korets koncerter er blevet anmeldt i bl.a. Weekendavisen og Berlingske Tidende. Anmeldelserne kan læses på korets egen hjemmeside.
Händels Messias

Akademisk Kor er især kendt for sin årlige opførelse til jul af Händels Messias i Vor Frue Kirke, Københavns Domkirke. Traditionen for at opføre Messias strækker sig tilbage til 1946. I 2013 opførte koret det kendte korværk for 130. gang.

## Historie
Akademisk Kor blev stiftet i 1935 i tilknytning til det veletablerede Akademisk Orkester, som var blevet stiftet i 1899. Korets navn stammer fra den tilknytning, som sangerne dengang havde til studentermiljøet. Studenter kan man stadig finde i koret, men nutidens korsangere optages fra alle miljøer.

## Dirigenten
Nenia Zenana (f. 1966) har været dirigent for Akademisk Kor og Akademisk Orkester siden sommeren 2000 . Hun er en af de få kvindelige dirigenter i Danmark. Nenia Zenana er uddannet i klaver og direktion fra Det Kongelige Danske Musikkonservatorium, og hun har tidligere dirigeret bl.a Elverhøjkoret Arkiveret 27. oktober 2020 hos  Wayback Machine og symfoniorkesteret DUSIKA. Hun er den sjælelige drivkraft i Akademisk Kor og lægger stor personlig fortolkning i de religiøse oratorieværker. Nenia Zenana dissekerer værkerne med fandenivoldsk, religiøs fryd og fører direktionen ud fra sin fortolkning af de enkelte passager. Læs om Nenia Zenanas følelse af Gud i Kristeligt Dagblad
Nenia Zenana har arbejdet tæt sammen med Sebastian. Hun var kapelmester og korarrangør på Mastodonternes opsætning af Sebastians musical "Klokkeren fra Notre Dame Arkiveret 28. august 2018 hos  Wayback Machine", som blev opført i Cirkusbygningen i marts 2002.
Foruden at dirigere underviser Nenia Zenana i hørelære på Musikvidenskabeligt Institut.

## Diskografi
Akademisk Kor har sammen med Akademisk Orkester udgivet syv cd'er:
- Brahms: Ein deutsches Requiem og Symfoni nr. 4
- Dvořak: Requiem
- Værker af Hildegard von Bingen og Pärt: Te Deum
- Händel: Israel i Egypten
- Händel: Messias
- Verdi: Requiem
- Lauridsen, Morten: Lux Aeterna, Midwinter Songs, Nocturnes + enkeltsatserne Ave Maria og O Magnum Mysterium